# نیروگاه هسته‌ای کوفرینتز
نیروگاه هسته‌ای کوفرینتز (به اسپانیایی: Central nuclear de Cofrentes) یک نیروگاه هسته‌ای در اسپانیا است که در کربرا د آلسیرا واقع شده‌است.